# گمینا ژلخوو
گمینا ژلخوو (به لهستانی:  Gmina Żelechów) یک گمینا در لهستان است که در شهرستان گاروولین واقع شده‌است. گمینا ژلخوو ۸۷٫۶۴ کیلومتر مربع مساحت و ۸٬۳۹۰ نفر جمعیت دارد.